# Walter Schleger
Walter Schleger (19 de setembro de 1929 - 3 de dezembro de 1999) foi um futebolista austríaco.

## Carreira
Walter Schleger competiu na Copa do Mundo FIFA de 1954, sediada na Suíça, na qual a seleção de seu país terminou na terceira colocação dentre os 16 participantes.